# Игнатовский район
Игнатовский район — административно-территориальная единица в составе Ульяновской области РСФСР, существовавшая в 1946—1956 годах.
Игнатовский район был образован 12 марта 1946 года из частей Кузоватовского и Майнского районов. В его состав вошли Белозерский, Загоскинский, Карлинский, Лукинский, Поповский, Сосновский, Спешневский, Степно-Матюнинский, Чертановский и Хвостихинский с/с.
7 июля 1953 года были упразднены Сосновский, Карлинский, Спешневский, Хвостихинский и Загоскинский с/с.
2 ноября 1956 года Игнатовский район был упразднён, а его территория разделена между Кузоватовским и Майнским районами.